# Death by a Thousand Cuts
Death by a Thousand Cuts è l'album di debutto del gruppo grindcore Leng Tch'e, pubblicato nel 2002 attraverso l'etichetta The Spew Records. Per problemi legali la quinta traccia nelle successive ristampe è stata rinominata da "FUCK Eddie De Dapper" a "FUCK Censorship".

## Tracce
1. Initiate Murder Sequence – 1:01
2. Strangled by Underwear – 1:23
3. Hypocriscene – 1:56
4. I Know Where You've Shit Last Summer – 3:27
5. FUCK Eddie De Dapper – 0:49
6. Inferior Superiorism – 0:47
7. Get Rid of the Rock in your Name – 1:55
8. Cockporn – 1:57
9. The Regular Know-It-All – 1:24
10. Chasms – 0:51
11. Schizotrendic – 2:13
12. The Scheme – 1:07
13. Straight outta Boerecote II – 1:31
14. Mosh of the Clowns – 1:25
15. Human Ignorance – 2:22
16. Graveyard Shift – 0:55
17. Delusions of Grandeur – 1:15
18. T.P. – 1:00
19. Hidden Track – 4:02

## Formazione
- Isaac Roelaert - voce
- Glen Herman - chitarra
- Kevin - basso
- Sven de Caluwé - batteria